# 假大柱头虎耳草
假大柱头虎耳草（学名：Saxifraga macrostigmatoides）为虎耳草科虎耳草属下的一个种。

## 扩展阅读
- 維基物種上的相關：假大柱头虎耳草